# Ondeta de Haar

L'ondeta de Haar

En matemàtiques, l'ondeta de Haar és una seqüència de funcions que, conjuntament, componen una família d'ondetes. És l'ondeta més simple possible. El desavantatge tècnic de l'ondeta de Haar és que no és contínua i, per tant, no és derivable.

## Història
La seqüència de Haar fou proposada el 1909 per Alfred Haar. Haar utilitzà aquesta funció per exemplificar un sistema ortonormal comptable per l'espai de les funcions de quadrat integrable en la recta real.